# Turquestan Rus
El Turquestan Occidental, Turquestan Rus o simplement Turquestan fou un territori imperial de la Rússia tsarista, que estava format per territoris conquerits a l'Àsia central (l'Àsia central russa) en el que avui dia són les repúbliques del Kazakhstan, l'Uzbekistan, el Kirguizstan, el Tadjikistan i el Turkmenistan, i del qual depenien els kanats vassalls de Kokand, Khivà i Bukharà. Es va dividir en el Govern general del Turquestan al sud i el govern de les Estepes al nord (el Kazakhstan). El govern de Transcàspia, que va existir com a govern militar del 1869 al 1881 i com a govern civil del 1881 al 1889, fou integrat al govern general del Turquestan el 1889.

## Història
La conquesta russa del Turquestan, a l'Àsia central, es va fer el segle xix, i acabà entre el 1864 i el 1867. El govern general del Turquestan es va crear el 1867.
En esclatar la Revolució russa (febrer de 1917) n'era governador Kuropatkin. Els oficials tsaristes, Kuropatkin inclòs, van reconèixer el govern provisional. Poc després, els funcionaris tsaristes més significats foren detinguts i els menxevics van formar un Comitè del Turquestan que depenia del govern provisional de Sant Petersburg integrat per Xepkin (president), Preobrajenski, Elpatiev, Skapski i Litapolski, els musulmans general Davletxin, Sadri Maksúdov, Tanixbàiev i Biukeikhànov (3 de maig de 1917). Més tard la presidència la va ocupar Nalivkin. Els bolxevics, majoritàriament colons russos i treballadors del ferrocarril, es van oposar a aquest comitè i es decantaven per la revolució. Ambdós grups es van enfrontar, sovint de manera violenta.
La població indígena es va veure empesa a organitzar la seva autodefensa. Van sorgir l'Assemblea d'Ulemes (Ulema Jamiy), dirigida pel mul·là Saïd Alí Lapin, de tendència conservadora, i el Consell Musulmà (Shura i Islamiyeh), de tendència reformista, ambdós de les elits musulmanes, que del 16 al 23 d'abril van celebrar la Conferència Extraordinària de tots els musulmans a Taixkent (Congrés Musulmà) i que va demanar l'autonomia per a l'Àsia central dins d'una Rússia federal, i la fi de la colonització.

Bandera del Turquestan

Es va crear seguidament el Congrés Musulmà (Türkistan Musulman Merkezi Shurasi) o Centre Musulmà (Milli-Merkez), dirigit per Mustafà Xokàiev. Però també van sorgir organitzacions socialistes entre els musulmans: la primera fou l'anomenada Ittihad, de Samarcanda. La gana de l'estiu del 1917, deguda al desabastiment des de Rússia, va provocar enfrontaments entre musulmans (molt afectats) i colons russos (que patien menys la gana). Va córrer el rumor que els dungans, que venien de la Xina, entrarien al Turquestan, i els colons es van armar i van fer servir aquestes armes per massacrar els nadius (sobretot els kirguisos).
Després de la Revolució d'Octubre, els bolxevics van prendre el poder polític a Taixkent, la capital (octubre del 1917). Manifestacions de musulmans van tenir lloc a Taixkent demanant l'autonomia. El cor de l'oposició musulmana fou la vall de Fergana. Al començament de novembre del 1917 hi va tenir lloc el Congrés Regional Extraordinari dels Musulmans, que, seguint la crida de Lenin als musulmans del Turquestan per actuar contra el govern tsarista i la promesa de la concessió del dret d'autodeterminació d'acord amb un model concret per a l'Àsia central, va decidir formar un govern de base musulmana (10-11 de novembre de 1917) que va dirigir Mustafà Xokàiev (líder del Milli-Merkez) i que va prendre el nom de "Govern Provisional del Turquestan Autònom" (Turkistan Awtanam Hukumäti), encara que fou conegut com a Govern de Kokand (Qoqan Awtonomiyasi), pel nom de la ciutat on tenia la seu, i que abans havia estat un kanat annexionat a Rússia el 1876.
El govern de Kokand va tenir una capacitat limitada pel fet de representar únicament una part del país, la vall de Fergana a l'entorn de Kokand, i no pas tot el Turquestan. A més a més, el govern estava situat al Turquestan Rus, una zona sota el control directe de Rússia, i va tenir poca repercussió en les poblacions dels estats protegits de Khivà i Bukharà. Tot i així, la sort de la regió de l'Àsia central russa depenia de l'èxit d'aquest govern. La formació del govern de Kokand va coincidir amb la rebel·lió dels musulmans contra Rússia en altres indrets de l'antic imperi: Baixkíria-Tartària va declarar la seva autonomia el gener de 1918, i els tàrtars de l'Azerbaidjan també actuaven de manera independent. Tot i la crida de Lenin a l'autodeterminació, el govern de Kokand fou vist com a traïdor per les autoritats bolxevics de Taixkent, que actuaven independents del govern central bolxevic. En conseqüència, les autoritats de Kokand van apel·lar als bolxevics de Petrograd demanant suport, però l'enviat de Lenin, Ióssif Stalin, els va indicar que si la població musulmana no s'integrava en el govern soviètic de Taixkent voluntàriament, ho farien ells mateixos per força. Això va intensificar l'oposició de Kokand als bolxevics. El govern de Kokand fou declarat contrarevolucionari a la fi de gener del 1918 i el govern bolxevic de Taixkent li va declarar la guerra; el mateix mes, les forces bolxevics van assetjar Kokand, on la població es va armar per defensar-se. El 20 de febrer, la ciutat de Kokand va ser ocupada i el govern suprimit després de només tres mesos.
Les tropes bolxevics van procedir a la matança d'almenys cinc mil ciutadans, cosa que provocà una revolta general i espontània en tota la vall de Fergana. Els bolxevics respongueren saquejant el territori i confiscant el cotó de tota la vall (el cotó era la base de l'economia local). L'abril del 1918 la rebel·lió s'havia estès; aquesta revolta inicial a la vall de Fergana va marcar l'inici del que després fou el moviment Basmatxi.
La República Soviètica del Turquestan fou creada el 30 d'abril de 1918 amb capital a Taixkent i dins d'una Rússia federal. L'octubre es va proclamar la República Soviètica Autònoma del Turquestan dins Rússia. El setembre de 1920 es va convertir en República Socialista Soviètica. L'11 d'abril de 1921, la República va esdevenir altre cop una república socialista soviètica autònoma dins Rússia (des de 28 de desembre de 1922 dins l'URSS). El 14 d'octubre de 1924 es va crear la república autònoma del Tadjikistan (elevada a República Socialista Soviètica el 5 de desembre de 1929) i el 27 d'octubre de 1924 les regions de Samarcanda, Fergana, Amudarià i Sirdarià van passar a formar part d'una nova república socialista soviètica anomenada Uzbekistan, de què el nucli central foren les repúbliques de Coràsmia (Khivà) i Bukharà; separades d'aquesta república es van crear dues regions autònomes: la regió autònoma dels Kirguisos dependent de Rússia (que el 5 de desembre de 1936 es va convertir en la República Socialista Soviètica del Kirguizstan) i la regió autònoma de Karakalpakistan (que va passar a dependre de la República Autònoma del Kazakhstan fins al 1932, quan es va convertir en República Autònoma dins de la RFSS Russa, i el 1936 va passar definitivament a l'Uzbekistan). El Turquestan va desaparèixer formalment com a república l'11 de maig de 1925 quan ja totes les seves parts havien estat assignades.

### Administració militar
- General Mikhaïl Gregorièvitx Xernàiev i general N. A. Verevkin, 1864
- General Mikhaïl Gregorièvitx Xernàiev, 1864-1865
- General M. G. Romanovski, 1865-1866
- General N. A. Krijanovski, 1866-1867

### Govern general del Turquestan
El govern general del Turquestan fou una divisió administrativa de la Rússia tsarista amb capital a Taixkent. Es va crear formalment el 1867 (la conquesta va acabar entre el 1864 i el 1867) i va existir fins al 1917. El govern de Transcàspia, que va existir com a govern militar del 1869 al 1881 i com a govern civil del 1881 al 1889, fou integrat al govern general del Turquestan el 1889. El territori de Semiretxe fou separat del govern del Turquestan del 1882 al 1898 i unit al govern de les Estepes, però el 1898 li fou reintegrat.
Posteriorment esdevingué el Turquestan Rus.
Els seus governadors foren:
- Mikhaïl Grigorièvitx Txerniaev (governador militar) 1865-1867
- Dmitri Ílitx Romanovski (governador civil) 1866-1867
- Konstantín Petróvitx Von Kaufman 1867-1881
- Gerasim Alexéevitx Kolpakovski 1881-1882
- Mikhaïl Grigorièvitx Txerniaev 1882-1886 (segona vegada)
- Nikolai Ottónovitx von Rozenbakh 1886-1889
- Aleksander Borísovitx Vrevskiy 1889-1898
- Sergey Mikhaílovitx Dukhovskiy 1898-1901
- Nikolai Alexàndrovich Ivànov 1901-1904
- Nikolai Nikolàievitx Teviaixev 1904-1905
- Vsèvolod Victórovitx Zaharov 1905-1906
- Demyan Ivànovitx Subbotin 1906
- Evgeniy Osípovitx Matsievski 1906
- Nikolay Ivànovitx Grodekov 1906-1908
- Pavel Ivànovitx Micxenko 1908-1909
- Aleksander Vassílievitx Samsonov 1909-1910
- Vassilii Ivànovitx Pokotilo 1910-1911
- Aleksander Vassílievitx Samsonov 1911-1914 (segona vegada)
- Fedor Vladímirovitx Martson 1914-1916
- Mikhaïl Romànovitx Erofeev 1916
- Aleksander Nikolàïevitx Kuropatkin 1916-1917

### Revolució
- Primer govern provisional, 1917 (integrat per Xepkin, Preobrajenski, Elpatiev, Skapski, Litapolski, Davletxin, Sadri Maksúdov, Tanixbàiev i Biukeikhànov)
- Segon govern provisional, 1917 (integrat per Nalivkin, Xepkin, Preobrajenski, Elpatiev, Skapski, Litapolski, Davletxin, Sadri Maksúdov, Tanixbàiev, Biukeikhànov)
- Mustafà Xokàiev, 1917-1918
- Govern del Soviet de Taixkent, 1917-1918
- República Soviètica del Turquestan, 1918
- República Soviètica Autònoma del Turquestan dins Rússia, 1918-1920 i dins Rússia part de la Unió Soviètica (1920-1921)
- República Socialista Soviètica del Turquestan dins la Unió Sovietica, 1921-1922
- República Socialista Soviètica Autònoma del Turquestan dins la RFSS de Rússia 1922-1924/1925